# فرانک کسیه
فرانک یانیک کسیه (فرانسوی: Franck Yannick Kessié‎؛ زادهٔ ۱۹ دسامبر ۱۹۹۶) بازیکن فوتبال اهل ساحل عاج است که برای باشگاه الاهلی بازی می‌کند.

## آمار ملی

### بازی‌های ملی
تا تاریخ ۲۹ آوریل ۲۰۲۵
| ساحل عاج | ساحل عاج | ساحل عاج | ساحل عاج |
| سال      | بازی     | گل       | پاس گل   |
| -------- | -------- | -------- | -------- |
| ۲۰۱۴     | ۴        | ۰        | ۰        |
| ۲۰۱۶     | ۶        | ۰        | ۱        |
| ۲۰۱۷     | ۱۳       | ۰        | ۰        |
| ۲۰۱۸     | ۵        | ۰        | ۰        |
| ۲۰۱۹     | ۱۲       | ۱        | ۴        |
| ۲۰۲۰     | ۴        | ۲        | ۰        |
| ۲۰۲۱     | ۸        | ۲        | ۰        |
| ۲۰۲۲     | ۸        | ۲        | ۰        |
| ۲۰۲۳     | ۹        | ۱        | ۱        |
| ۲۰۲۴     | ۱۱       | ۳        | ۱        |
| ۲۰۲۵     | ۸        | ۱        | ۰        |
| مجموع    | ۸۹       | ۱۳       | ۷        |

### گل‌های ملی
| شماره | تاریخ           | میزبان    | بازی ملی | حریف       | نتیجه | رقابت                          |
| ----- | --------------- | --------- | -------- | ---------- | ----- | ------------------------------ |
| ۱     | ۱۶ نوامبر ۲۰۱۹  | آبیجان    | ۴۰       | نیجر       | ۱–۰   | مقدماتی جام ملت‌های آفریقا ۲۰۲۱ |
| ۲     | ۸ اکتبر ۲۰۲۰    | بروکسل    | ۴۱       | بلژیک      | ۱–۱   | دوستانه                        |
| ۳     | ۱۷ نوامبر ۲۰۲۰  | تواماسینا | ۴۴       | ماداگاسکار | ۱–۱   | مقدماتی جام ملت‌های آفریقا ۲۰۲۱ |
| ۴     | ۳۰ مارس ۲۰۲۱    | آبیجان    | ۴۶       | اتیوپی     | ۳–۱   | مقدماتی جام ملت‌های آفریقا ۲۰۲۱ |
| ۵     | ۱۱ اکتبر ۲۰۲۱   | کوتونو    | ۵۰       | مالاوی     | ۲–۱   | مقدماتی جام جهانی ۲۰۲۲         |
| ۶     | ۲۰ ژانویه ۲۰۲۲  | دوالا     | ۵۵       | الجزایر    | ۳–۱   | جام ملت‌های آفریقا ۲۰۲۱         |
| ۷     | ۲۴ سپتامبر ۲۰۲۲ | روآن      | ۵۹       | توگو       | ۲–۱   | دوستانه                        |
| ۸     | ۲۸ مارس ۲۰۲۳    | مورونی    | ۶۲       | کومور      | ۲–۰   | مقدماتی جام ملت‌های آفریقا ۲۰۲۳ |
| ۹     | ۶ ژانویه ۲۰۲۴   | سن-پدرو   | ۷۰       | سیرالئون   | ۵–۱   | دوستانه                        |
| ۱۰    | ۲۹ ژانویه ۲۰۲۴  | یاموسوکرو | ۷۴       | سنگال      | ۱–۱   | جام ملت‌های آفریقا ۲۰۲۳         |
| ۱۱    | ۱۱ فوریه ۲۰۲۴   | آبیجان    | ۷۷       | نیجریه     | ۲–۱   | جام ملت‌های آفریقا ۲۰۲۳         |

## افتخارات

### باشگاهی
میلان
- سری آ (۱): ۲۲–۲۰۲۱[۲]

### فردی
- تیم سال سری آ (۱): ۲۱–۲۰۲۰[۳]